# Portier (beroep)

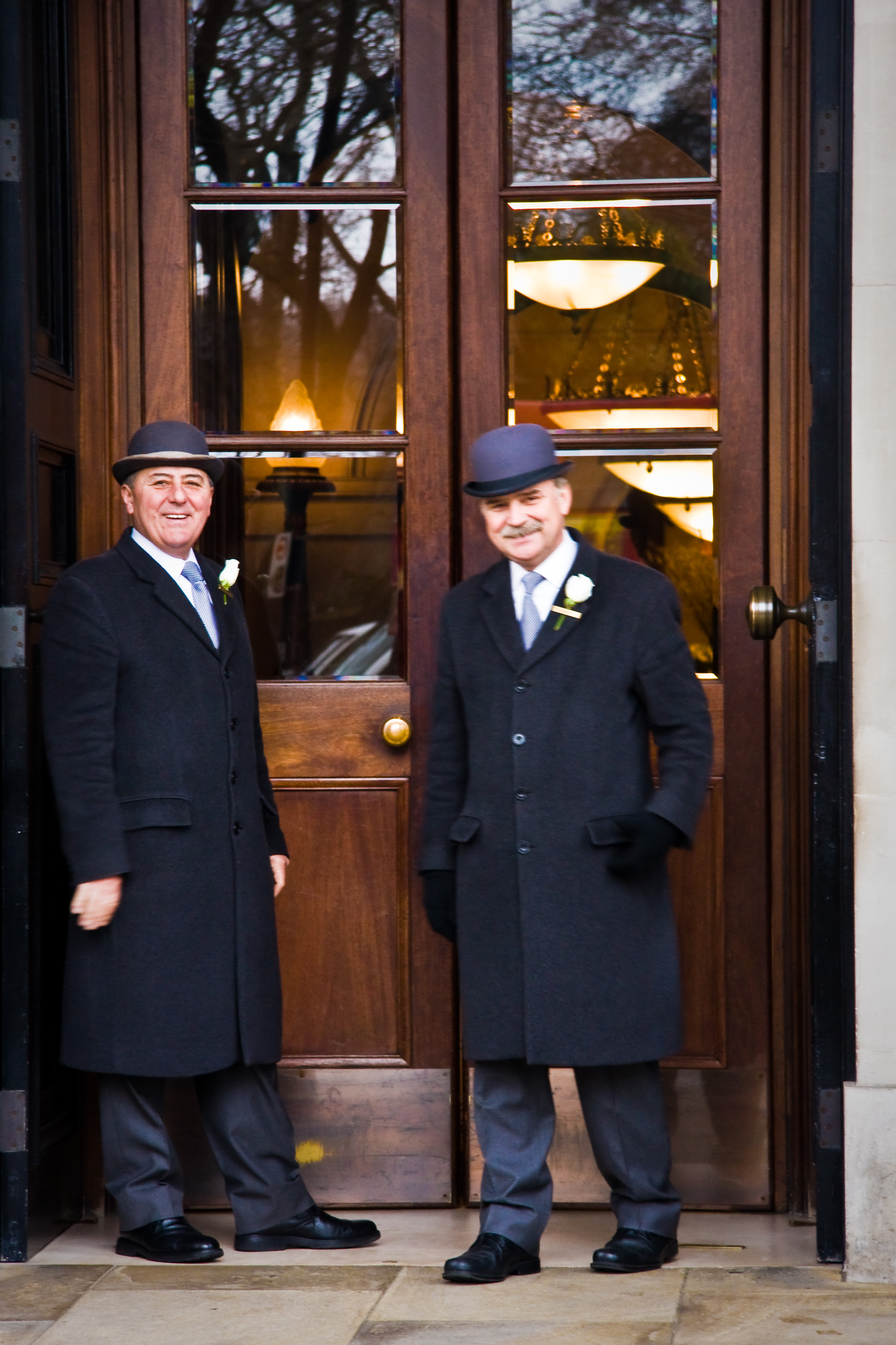
Hotelportiers in Londen

Een portier is iemand die de entree van een gebouw of terrein bewaakt en de deur openhoudt voor in- of uitgaande bezoekers. Het woord is afgeleid van "poort". Een portier, ook wel poortwachter genoemd, was oorspronkelijk degene die de poort van een klooster, paleis of ander groot gebouw opende en sloot. In een militaire context wordt gesproken van een wachter.
Vandaag de dag staan portiers vooral voor grote, chique hotels, kantoorgebouwen en appartementengebouwen. Vaak hebben ze ook conciërge-achtige taken, zoals het regelen van een taxi of het geven van informatie aan gasten. Portiers hebben ook beveiligingstaken. Dat geldt vooral voor horecaportiers, die voor een kroeg of discotheek staan, maar ook voor portiers van bijvoorbeeld gevangenissen en andere overheidsgebouwen. Horecaportiers zijn ook wel bekend onder de bijnamen uitsmijter (Nederlands-Nederlands) of buitenwipper (Belgisch-Nederlands).
Portiers bestonden al in de Romeinse oudheid. Ze werden in het Latijn ianitor genoemd (van iānua, "deur"). Hiervan is het moderne Engelse woord janitor ("conciërge") afgeleid.

## Gatekeeper
Het Engelse gatekeeper ('poortwachter') en gatekeeping wordt in de figuurlijke zin gebruikt voor personen of instanties die de toegang tot iets bewaken. Zo kan een redacteur bij een krant optreden als een gatekeeper voor de artikelen die al dan niet verschijnen. Tal van organisaties treden op als figuurlijke poortwachters voor beroepsgroepen.